# Genesis: 4-9
Genesis 4:9 è un cortometraggio muto del 1913 diretto da Phillips Smalley.

## Trama
Jerry e Tom vivono con la loro madre nei boschi canadesi. Jerry, il maggiore, un giorno parte in cerca di fortuna, con il desiderio di arruolarsi nella polizia. A casa, lascia anche Mary, la sua fidanzata che promette di aspettare il suo ritorno. Dopo qualche tempo, la madre riceve dal figlio una lettera dove il giovane le scrive del suo successo e le confida l'amore per Mary. La donna conserva la lettera mettendola tra le pagine di un libro prestatole dalla ragazza. Quando Mary riprende il libro, trova il biglietto a cui manca però una parte, che è stata strappata. Leggendolo, equivoca sul significato delle parole di Jerry e crede che lui si sia innamorato di un'altra. Infelice, accetta la proposta di matrimonio di Tom, l'altro fratello, innamorato pure lui di lei. Jerry, ritornato a casa proprio dopo le nozze, si convince che Tom l'abbia tradito.
I due giovani sposi hanno un bambino, ma, dovendolo sfamare, la povertà costringe Tom a rubare nell'emporio locale. Il sacco di farina che prende, però, lascia una traccia. Tom, che ora è un poliziotto, segue la pista che lo porta fino a casa dove sia sua madre che Mary, piangenti, lo implorano. Ignorando le loro suppliche, perquisisce la capanna, cercando il fratello che nel frattempo si è rifugiato nei boschi. Jerry riferisce il fatto alla polizia e, poco dopo, ritorna accompagnato dal suo capo. Mary, in preda alla confusione, avverte con un segnale Tom che ora può tornare a casa. Ma, Jerry, vedendolo arrivare, è toccato dalla vista del fratello e spara un colpo di avvertimento. Tom fugge via e ripara negli Stati Uniti dove è raggiunto dalla madre e da Mary. Jerry, invece, cade in disgrazia e viene congedato dal servizio. Un giorno, riceve una lettera da Mary con acclusa la sua, quella strappata tanto tempo prima, che scagiona suo fratello.

## Produzione
Il film fu prodotto dalla Rex Motion Picture Company.

## Distribuzione
Distribuito dalla Universal Film Manufacturing Company, il film - un cortometraggio di 500 metri - uscì nelle sale cinematografiche statunitensi il 25 settembre 1913.